# Ronde van Frankrijk 1975
De 62e editie van de Ronde van Frankrijk ging van start op 26 juni 1975 in Charleroi. Hij eindigde op 20 juli in Parijs. Er stonden 140 renners verdeeld over 14 ploegen aan de start.
- Aantal ritten: 22
- Totale afstand: 3999 km
- Gemiddelde snelheid: 34,906 km/h
- Aantal deelnemers: 140
- Aantal uitgevallen: 54

## Belgische en Nederlandse prestaties
In totaal namen er 31 Belgen en 11 Nederlanders deel aan de Tour van 1975.

### Belgische etappezeges
- Rik Van Linden won de 1e deel B etappe van Molenbeek naar Roubaix, de 19e etappe van Thonon-les-Bains naar Chalon-sur-Saône en de 21e etappe van Melun naar Senlis.
- Ronny De Witte won de 2e etappe van Roubaix naar Amiens.
- Karel Rottiers 3e etappe van Amines naar Versailles.
- Eddy Merckx 6e etappe van Merlin-Plage naar Merlin-Plage en de 9e etappe deel B Fleurance naar Auch.
- Michel Pollentier won de 13e etappe van Albi naar Super-Lioran.
- Lucien Van Impe won de 14e etappe van Aurillac naar Puy de Dôme en de 18e etappe van Morzine naar Châtel.
- Walter Godefroot won de 22e etappe van Parijs naar Parijs.

### Nederlandse etappezeges
- Cees Priem won de 1e etappe van deel A Charleroi naar Molenbeek
- Theo Smit won de 5e etappe van Sable-sur-Sarthe naar Merlin-Plage en de 9e etappe deel A van Langon naar Fleurance
- Joop Zoetemelk won de 11e etappe van Pau naar Saint-Lary-Soulan
- Gerrie Knetemann won de 12e etappe van Tarbes naar Albi

### Vuistslag in de lever van Eddy Merckx
Tijdens de 14e etappe krijgt Eddy Merckx, bij het beklimmen van de Puy-de-dôme, een vuistslag in zijn lever. De toediener was de 55-jarige Franse toeschouwer Nello Breton. Breton beweerde de slag niet met opzet te hebben gegeven en zei dat hij geduwd werd en zijn evenwicht wilde behouden. Hij werd later veroordeeld tot het betalen van een symbolische schadevergoeding van 1 frank. Merckx werd ernstig gehinderd door de blessure die hij eraan overhield. Bovendien brak hij de volgende dag zijn jukbeen. Bernard Thévenet won de Tour, Merckx eindigde op de tweede plaats.

## Etappes
| Etappe  | Van                       | Naar              | Winnaar               |
| ------- | ------------------------- | ----------------- | --------------------- |
| Proloog | Charleroi                 | Charleroi         | Francesco Moser       |
| 1a      | Charleroi                 | Molenbeek         | Cees Priem            |
| 1b      | Molenbeek                 | Roubaix           | Rik Van Linden        |
| 2       | Roubaix                   | Amiens            | Ronny De Witte        |
| 3       | Amiens                    | Versailles        | Karel Rottiers        |
| 4       | Versailles                | Le Mans           | Jacques Esclassan     |
| 5       | Sable-sur-Sarthe          | Merlin-Plage      | Theo Smit             |
| 6       | Merlin-Plage              | Merlin-Plage      | Eddy Merckx           |
| 7       | Saint-Gilles-Croix-de-Vie | Angoulême         | Francesco Moser       |
| 8       | Angoulême                 | Bordeaux          | Barry Hoban           |
| 9a      | Langon                    | Fleurance         | Theo Smit             |
| 9b      | Fleurance                 | Auch              | Eddy Merckx           |
| 10      | Auch                      | Pau               | Felice Gimondi        |
| 11      | Pau                       | Saint-Lary-Soulan | Joop Zoetemelk        |
| 12      | Tarbes                    | Albi              | Gerrie Knetemann      |
| 13      | Albi                      | Super-Lioran      | Michel Pollentier     |
| 14      | Aurillac                  | Puy de Dôme       | Lucien Van Impe       |
| 15      | Nice                      | Pra Loup          | Bernard Thévenet      |
| 16      | Barcelonnette             | Serre Chevalier   | Bernard Thévenet      |
| 17      | Valloire                  | Morzine           | Vicente López Carril  |
| 18      | Morzine                   | Châtel            | Lucien Van Impe       |
| 19      | Thonon-les-Bains          | Chalon-sur-Saône  | Rik Van Linden        |
| 20      | Pouilly-en-Auxois         | Melun             | Giacinto Santambrogio |
| 21      | Melun                     | Senlis            | Rik Van Linden        |
| 22      | Parijs                    | Parijs            | Walter Godefroot      |

## Eindklassement
| Algemeen klassement | Bernard Thévenet     | 114u 35' 31" |
| Tweede              | Eddy Merckx          | + 2' 47"     |
| Derde               | Lucien Van Impe      | + 5' 01"     |
| Vierde              | Joop Zoetemelk       | + 6' 42"     |
| Vijfde              | Felice Gimondi       | + 13' 05"    |
| Zesde               | Vicente López Carril | + 19' 29"    |
| Zevende             | Francesco Moser      | + 24' 13"    |
| Achtste             | Josef Fuchs          | + 25' 51"    |
| Negende             | Ward Janssens        | + 32' 01"    |
| Tiende              | Pedro Torres         | + 35' 38"    |
| Rode Lantaarn       | Jacques Boulas (86e) | + 3h 31' 21" |
| Puntenklassement    | Rik Van Linden       | 342 punten   |
| Tweede              | Eddy Merckx          | 240 punten   |
| Derde               | Francesco Moser      | 199 punten   |
| Bergklassement      | Lucien Van Impe      | 285 punten   |
| Tweede              | Eddy Merckx          | 206 punten   |
| Derde               | Joop Zoetemelk       | 171 punten   |
| Jongerenklassement  | Francesco Moser      | 114h 59' 44" |
| Tweede              | Hennie Kuiper        | -            |
| Derde               | André Romero         | -            |
| Ploegenklassement   | GAN-Mercier          | -            |
| Tweede              | Molteni              | -            |
| Derde               | Filotex              | -            |

## Doping
Bij elke etappe werd de winnaar, de nummer twee en twee willekeurige renners getest. Op deze manier werden er 110 dopingtesten gedaan, waarvan er drie een positieve uitslag hadden:
- Régis Delépine na de 5e etappe
- Felice Gimondi na de 15e etappe
- José Luis Viejo na de 15e etappe

Deze drie renners kregen een boete van 1000 Zwitserse frank, een maand voorwaardelijke schorsing, de laatste plaats in de etappe-uitslag en een tijdstraf van 10 minuten in het algemeen klassement. 
 winnaars gele trui · 
 puntenklassement · 
 bergklassement · 
 jongerenklassement · 
 tussensprintklassement · 
 combinatieklassement · 
 ploegenklassement · 
 strijdlust · 
rode lantaarn
records · meeste deelnames · ranglijst etappewinnaars · bekende beklimmingen · valpartijen · dopinggevallen · Grand Départ · Souvenir Henri Desgrange
1903 · 
1904 · 
1905 · 
1906 · 
1907 · 
1908 · 
1909 · 
1910 · 
1911 · 
1912 · 
1913 · 
1914 ·
1915 ·
1916 ·
1917 ·
1918 · 
1919 · 
1920 · 
1921 · 
1922 · 
1923 · 
1924 · 
1925 · 
1926 · 
1927 · 
1928 · 
1929 · 
1930 · 
1931 · 
1932 · 
1933 · 
1934 · 
1935 · 
1936 · 
1937 · 
1938 · 
1939 · 
1940 ·
1941 ·
1942 ·
1943 ·
1944 ·
1945 ·
1946 ·
1947 · 
1948 · 
1949 · 
1950 · 
1951 · 
1952 · 
1953 · 
1954 · 
1955 · 
1956 · 
1957 · 
1958 · 
1959 · 
1960 · 
1961 · 
1962 · 
1963 · 
1964 · 
1965 · 
1966 · 
1967 · 
1968 · 
1969 · 
1970 · 
1971 · 
1972 · 
1973 · 
1974 · 
1975 · 
1976 · 
1977 · 
1978 · 
1979 · 
1980 · 
1981 · 
1982 · 
1983 · 
1984 · 
1985 · 
1986 · 
1987 · 
1988 · 
1989 · 
1990 · 
1991 · 
1992 · 
1993 · 
1994 · 
1995 · 
1996 · 
1997 · 
1998 · 
1999 · 
2000 · 
2001 · 
2002 · 
2003 · 
2004 · 
2005 · 
2006 · 
2007 · 
2008 · 
2009 · 
2010 · 
2011 · 
2012 · 
2013 · 
2014 · 
2015 · 
2016 · 
2017 · 
2018 · 
2019 ·
2020 · 
2021 · 
2022 · 
2023 · 
2024 · 
2025